# 2Б23 «Нона-М1»
2Б23 «Но́на-М1» — російський причіпний 120-мм міномет. Розроблений ЦНДІ «Точмаш», а виготовляється компанією «Мотовиліхинські заводи». Знаходиться на озброєнні ЗС РФ.

## Створення
У 2000 році ГРАУ було видано наказ про розробку нового міномета під шифром «Нона-М1». Головним виконавцем було призначено ЦНДІ «Точмаш». У мінометі збереглася можливість використання боєприпасів від зброї 2А51. Опорну плиту розробляло ЦНДІ «Буревісник».
У 2003 році міномет пройшов випробування, після чого модель була удосконалена.
У 2004 році з травня по вересень відбулися чергові випробування, які проводились у Санкт-Петербурзі на Ржевському полігоні. У 2005 році міномет пройшов останні випробування, які були державними. У 2007 році 2Б23 був прийнятий на озброєння ЗС Росії.

## Використання
За даними російських ЗМІ, міномет використовувався ЗС РФ під час наступу на північний схід України в ході російсько-української війни (2022).

## Оператори
- Росія
- Білорусь[2]